# Višnjan
Višnjan (do roku 1880 Vižinijan, italsky Visignano) je vesnice a správní středisko stejnojmenné opčiny v Chorvatsku v Istrijské župě. Nachází se asi 12 km severovýchodně od Poreče a asi 23 km severozápadně od Pazinu. V roce 2011 žilo ve Višnjanu 694 obyvatel, v celé opčině pak 2 274 obyvatel.
Součástí opčiny je celkem 52 trvale obydlených vesnic. V naprosté většině případů jde o malé roztroušené vesničky, z nichž mnohé nedosahují ani padesáti obyvatel a pouze ve Višnjanu a vesnici Markovac žije více než sto obyvatel. Mnohé vesnice jsou nové a byly vytvořeny při posledním sčítání lidu v roce 2011. Opčina obsahuje celkem čtyři zaniklé vesnice, které jsou i nadále považovány za samostatná sídla: Bujarići, Kelci, Prkovići a Ribarići, přičemž osada Bujarići od roku 1857 nebyla nijak osídlena.
- Anžići – 42 obyvatel
- Babudri – 8 obyvatel
- Bačva – 2 obyvatel
- Barat – 23 obyvatel
- Barići – 25 obyvatel
- Baškoti – 63 obyvatel
- Benčani – 25 obyvatel
- Bokići – 21 obyvatel
- Broskvari – 16 obyvatel
- Bucalovići – 1 obyvatel
- Butori – 7 obyvatel
- Cerion – 66 obyvatel
- Cvitani – 35 obyvatel
- Deklevi – 25 obyvatel
- Diklići – 47 obyvatel
- Fabci – 49 obyvatel
- Farini – 53 obyvatel
- Gambetići – 15 obyvatel
- Kočići – 12 obyvatel
- Kolumbera – 29 obyvatel
- Korlevići – 15 obyvatel
- Košutići – 9 obyvatel
- Kurjavići – 30 obyvatel
- Legovići – 10 obyvatel
- Majkusi – 26 obyvatel
- Mališi – 11 obyvatel
- Maretići – 1 obyvatel
- Markovac – 163 obyvatel
- Milanezi – 14 obyvatel
- Prašćari – 17 obyvatel
- Prhati – 53 obyvatel
- Pršurići – 62 obyvatel
- Radoši kod Višnjana – 49 obyvatel
- Radovani – 48 obyvatel
- Rafaeli – 8 obyvatel
- Rapavel – 88 obyvatel
- Sinožići – 56 obyvatel
- Smolici – 34 obyvatel
- Srebrnići – 7 obyvatel
- Strpačići – 34 obyvatel
- Sveti Ivan – 17 obyvatel
- Štuti – 37 obyvatel
- Tićan – 16 obyvatel
- Tripari – 21 obyvatel
- Vejaki – 18 obyvatel
- Višnjan – 694 obyvatel
- Vranići kod Višnjana – 58 obyvatel
- Vrhjani – 14 obyvatel
- Zoričići – 22 obyvatel
- Ženodraga – 25 obyvatel
- Žikovići – 9 obyvatel
- Žužići – 25 obyvatel

Kolem Višnjanu prochází dálnice A9, z níž na něj vede exit 4, který je podle něj pojmenován. Přímo Višnjanem procházejí župní silnice Ž5040, Ž5042 a Ž5209. Napojení na železniční síť neexistuje.